# ساتانتا (کانزاس)
ساتانتا (به انگلیسی: Satanta) شهری در ایالت کانزاس کشور ایالات متحده آمریکا است که جمعیت آن در سرشماری سال ۲۰۱۰ میلادی، ۱٬۱۳۳ نفر بوده‌است.